# Władimir Pticyn
Władimir Nikołajewicz Pticyn (ros. Влади́мир Никола́евич Пти́цын, ur. 16 sierpnia 1925 we wsi Jagodino w obwodzie włodzimierskim, zm. 1 stycznia 2006 w Petersburgu) – radziecki polityk, członek KC KPZR (1981-1989), przewodniczący Obwodowego Komitetu Wykonawczego w Murmańsku (1971).
W latach 1943–1945 służył w Armii Czerwonej, brał udział w II wojnie światowej, w 1944 ukończył szkołę piechoty w Suzdale. Po wojnie był majstrem w warsztacie remontowym, od 1946 działał w WKP(b), głównie w Leningradzie. Od 1954 główny inżynier w warsztacie, 1958 ukończył Leningradzki Instytut Mechaniki Precyzyjnej i Optyki, 1961-1966 sekretarz i II sekretarz Komitetu Obwodowego KPZR w Murmańsku, od maja do sierpnia 1971 przewodniczący Obwodowego Komitetu Wykonawczego w Murmańsku. Od 16 sierpnia 1971 do 25 października 1988 I sekretarz Komitetu Obwodowego KPZR w Murmańsku, następnie na emeryturze. 1974-1989 deputowany do Rady Związku Rady Najwyższej ZSRR od 9 do 11 kadencji. 1976-1981 zastępca członka, a 1981-1989 członek KC KPZR. Honorowy obywatel obwodu murmańskiego.

## Odznaczenia
- Order Lenina (dwukrotnie)
- Order Rewolucji Październikowej
- Order Czerwonego Sztandaru Pracy (dwukrotnie)
- Order Wojny Ojczyźnianej II klasy
- Order „Znak Honoru”

I medale.